# ポケモン不思議のダンジョン 青の救助隊・赤の救助隊
- ポケットモンスター > ポケモン不思議のダンジョンシリーズ > ポケモン不思議のダンジョン 青の救助隊・赤の救助隊
- 不思議のダンジョンシリーズ > ポケモン不思議のダンジョンシリーズ > ポケモン不思議のダンジョン 青の救助隊・赤の救助隊

『ポケモン不思議のダンジョン 青の救助隊・赤の救助隊』（ポケモンふしぎのダンジョン あおのきゅうじょたい・あかのきゅうじょたい）は、チュンソフト（現・スパイク・チュンソフト）が開発し、2005年11月17日にポケモンから発売されたコンピュータゲーム。アメリカでは2006年9月18日、ヨーロッパでは2006年11月10日に発売された。
ニンテンドーDS版『ポケモン不思議のダンジョン 青の救助隊』とゲームボーイアドバンス版『ポケモン不思議のダンジョン 赤の救助隊』の2つのバージョンからなる。『不思議のダンジョン』シリーズのポケモン版として製作されたRPG。2020年3月6日にはNintendo Switch向けのリメイク版『ポケモン不思議のダンジョン 救助隊DX』（ポケモンふしぎのダンジョン きゅうじょたいディーエックス）が発売された。
ここでは、本作を元に制作された漫画作品『ポケモン不思議のダンジョン ギンジの救助隊』および短編アニメ『ポケモン不思議のダンジョン 出動ポケモン救助隊ガンバルズ!』についても記述する。

## 概要
ある日突然、ポケモンになってしまった主人公はポケモンだけが暮らす世界で友達（パートナー）になったポケモンと救助隊を結成し、ポケモンたちからの依頼をクリアしながらポケモンになった謎を探すことになる。
主人公のポケモンは、オープニングの質問（心理テスト）の答えにより16種類から選定される。パートナーのポケモンは、一部のポケモンや、主人公に選ばれたポケモンと同タイプのポケモンを除いた7～10種類の中からプレイヤーが選択する。
対応機種が異なる『青』『赤』だが、ソフトの内容は一部を除きほぼ同じである。また、ニンテンドーDSとニンテンドーDS Liteではダブルスロットを用いた2作の連動要素がある（GBA専用スロットが廃止されたDSi以降には対応していない）。
作品における世界観として、「人間」が全く登場しない（人間の存在自体は周知されている）。ポケモンたちが人間代わりに扱われて会話やイベントが進行していくという、『ポケモン』としては異色な体系をとっている。ストーリーは、ギャグ要素を盛り込みながら信頼や友情をテーマに進んでいき、途中からは他の『ポケモン』ゲームではあまり見られないシリアスな展開となっていく。また、多くの場面で勧善懲悪が成立していないというのも特徴である。
BGM・SEともに『ポケモン』本編シリーズのものは使用されておらず、全て新規に作られたものか他のチュンソフト製作ゲームの流用・アレンジである。なお、BGM制作は飯吉新が担当。
両バージョン合計で世界売上550万本以上という大ヒットを記録。続編としてニンテンドーDSソフト『ポケモン不思議のダンジョン 時の探検隊・闇の探検隊』とそのマイナーチェンジ版『空の探検隊』が発売され、以降もシリーズは継続。シリーズ作品については不思議のダンジョン#ポケモン不思議のダンジョンシリーズも参照。

## ストーリー
ある日、誰かに起こされて目を覚ますと目の前には1匹のポケモンがいた。なぜか言葉が通じ、よく見ると自身がポケモンとなっていた。ポケモンたちの話では世界各地で起こる自然変動により、さまざまな事件が起こっているという。世界の異変の原因となぜ人間がポケモンになったのかを明らかにしていく。

## 基本システム
基本的に、『青』『赤』は同じシステムである。青の救助隊は、ニンテンドーDSの機能を活かしたタッチスクリーンやすれちがい通信に対応。処理能力が劣る赤の救助隊は若干動作が重い箇所があるが、ストーリーなどに差異はない。出現する野生ポケモンの種類に多少違いはあるが、それすらも最終的には全く同じにすることが可能で、ポケモンシリーズ本編におけるバージョン違いとは趣が異なる。

### ターン制
従来の『不思議のダンジョン』シリーズと同じく、主人公が1回行動すると他のキャラクターもそれに反応して行動する完全ターン制である。主人公が行動しない限りゲームは進行しないため、急かされずにじっくりと考えることが可能。ターン経過に伴う満腹度（おなか）の減少も健在である。

### 仲間システム
本作にモンスターボールは登場しない。条件を満たしていれば倒した後にランダムで起きあがり仲間になる、というドラゴンクエストシリーズに近いシステムとなっている。
『ポケットモンスター ルビー・サファイア』までのポケモン386種が登場し、その全てが仲間になる。ただし、仲間にできるチャンスがゲーム中一度のみというポケモンが存在し、そのいずれもイベントによって仲間になる。また、通常の方法では仲間になる確率がかなり低いポケモンがいる。そのほか、当時発売前の『ポケットモンスター ダイヤモンド・パール』から先行するかたちでゴンベがイベント上のサブキャラクターとして、マネネ・ウソハチ・マニューラ・ルカリオが石像として登場している。
仲間になる条件は、以下の項目を達成していること。
主人公が十分に成長していること
序盤に出会うポケモンは、仲間になる確率は高いが、強いポケモンになるほど確率が低くなる。その場合は、主人公のレベルをあげることで仲間になりやすくなる。
専用の「ともだちエリア」を入手している
仲間になったポケモンが待機している特殊なエリア。序盤から確保しているもの、プクリンから購入するもの、依頼の報酬で貰えるものがある。該当するポケモンのともだちエリアがなければ、そのポケモンは仲間にならない。ただし、一部の貴重なポケモンは、仲間になった瞬間にともだちエリアが発生する場合もある。
パーティ全員の大きさが規定内
本作のポケモンには「大きさ」の規定があり、星（☆）の数で表現される。パーティ全員で、この大きさが限度を越えると、ダンジョンの攻略ができなくなる。これはダンジョン攻略中に仲間になるポケモンも同様で、そのポケモンを含んだ大きさが上限を超えると、他の条件をいくら満たしても仲間にならないので注意が必要。

### アイテムなど
不思議のダンジョンシリーズにおける、食料・草・巻物・腕輪などが、タネ・たま・ドリンク類・バンダナなどの形で登場している。武器や防具の代わりに「わざ」の要素がある。
ダンジョン内の店も健在で、シリーズ名物の泥棒も可能（店主はカクレオン）。不思議のダンジョンシリーズにおける店主同様、カクレオンもLv.90と異常に強い。ちなみに通貨は「ポケ」。

### わざ
ポケモンは「わざ」が使用可能。基本的にポケモン本編で登場するものと同じだが、攻撃範囲や効果、使用回数などは独自のアレンジがなされている。また、わざではない「通常攻撃」を行う点や、技マシンなどで技を覚えられる機会があればすでに覚えた技も重ねて覚えられる。
わざは、従来の不思議のダンジョンにおける武器や杖、巻物のような効果を持つ。一度覚えれば忘れさせない限り使い続けられるが、PP（パワーポイント。使用回数を表す）が枯渇した際は回復手段（ピーピーマックス、ガルーラ像エリア）が必要となる。
「ポケモンひろば」にある「ゴクリンのれんけつてん」で150ポケを払うか、「れんけつばこ」を使うことでわざの「連結」ができる。連結したわざは1ターンで一気に繰り出すことができる。強力な半面、おなかが減ってしまうというデメリットがある。連結に関係なく、本編同様にわざは4つしか覚えられないため、結果的に使用回数は減少する。

### かしこさとグミ
ポケモンはグミを食べるとかしこくなり、行動パターンに変化が起きたり、ステータスの上昇やおなかの減り具合、状態異常、罠の対応力などのさまざまな能力を覚える。
グミはポケモンのタイプ同様全17種類。食べたポケモンと同タイプのグミの場合は最もかしこくなり、他のグミならばそのタイプとの相性によって上がるかしこさの量が異なる。
ダンジョン内もしくは、友達エリアで食べさせることができ、前者は賢さが上がりやすく、後者はこうげき、ぼうぎょ、とくこう、とくぼうのステータスのいずれかが1あがる。
なお覚えたかしこさの能力は、似た系統のかしこさを一つ発動させる状態にしかできない。また、タイプが2種類のポケモンはかしこさが上がりやすくなっている。

### ダンジョン脱出後の措置
『トルネコの大冒険3』と同様に、クリアや敗北でダンジョンを脱出しても、レベル等はそのまま引き継がれる。ただしエンディング後に登場する一部のダンジョンのみ、一時的ではあるが入場時にレベル1に戻ってかしこさもリセットされるため、従来の不思議のダンジョンのような冒険が楽しめる。

### ともだちきゅうじょ
ダンジョン内で倒れたとき、別のソフトのプレイデータで当該ダンジョンへ潜入し、相手プレイヤーが倒れた地点に到達することで復活させる「救助」システムが搭載されている。ワイヤレスやケーブル通信だけでなく、パスワードを入力することで遠く離れた場所でプレイしている人も救助可能。これによりインターネットの掲示板等を利用して救助活動にいそしめる。
また、『青の救助隊』『赤の救助隊』を同一のニンテンドーDSに挿すことで、一方が他方の救助隊を救助できる。
救助完了した後、自分の救助隊からワイヤレス/ケーブル通信、ダブルスロットで青側が救助した場合のみ、「おたすけポケモン」として、メンバーを1名送ることができる。この場合、自分の救助隊からいなくなるわけではない。

### ふしぎなメール
ゲーム内に登場する「ふしぎなメール」と呼ばれる依頼にはパスワードがついている。これをゲーム開始時に入力することで、他のプレイヤーと同一の依頼を受けることが可能。
本作には通信交換が存在しないが、この方法で「そのバージョンには出現しないポケモン」を救助できれば、そのポケモンを仲間にするチャンスが生まれる。さらに、通常プレイでは絶対手に入らないものを入手できる。また、4つの隠しダンジョンを出現させるパスワードが存在し、任天堂・ポケモン公式サイト・携帯サイトやポケモンセンター等でイベントとして配布されていた。

## 登場ポケモン
☆マークはポケモン超不思議のダンジョンでも登場するポケモン。

### 主要キャラ
主人公
ポケモンの姿になって見ず知らずの世界に迷い込んでしまった元人間。人間の時の記憶は名前以外ほとんど失われてしまっており、気絶している所をパートナーに発見された。
フシギダネ、ヒトカゲ、ゼニガメ、ピカチュウ、チコリータ、ヒノアラシ、ワニノコ、キモリ、アチャモ、ミズゴロウ、ニャース、コダック、ワンリキー、カラカラ、イーブイ、エネコの中からプレイヤーの心理テストの結果によって選ばれる。男女の選択によって多少セリフが変化するが、どのポケモンが主人公であってもセリフの内容は同じである。
上記のうち、ヒノアラシ、ワンリキー、ニャースは男主人公の時のみ、チコリータ、イーブイ、エネコは女主人公の時のみ選ばれる可能性がある。
パートナー
ポケモンになった主人公と最初に出会ったポケモン。困ったポケモン達を助けたいと思っており、主人公を救助隊に誘う。主人公の頼れる相棒。
フシギダネ、ヒトカゲ、ゼニガメ、ピカチュウ、チコリータ、ヒノアラシ、ワニノコ、キモリ、アチャモ、ミズゴロウの中からプレイヤーの選択によって選ばれる。主人公と同じタイプを持つポケモンはパートナーに選べない。種類によって若干口調は違うが、性格はどのポケモンであってもほぼ同じである。本作には性別のステータスは無いが、チコリータとアチャモのみ女の子口調となる。
『救助隊DX』では、赤・青で主人公としてのみ選択できたニャース、コダック、ワンリキー、カラカラ、イーブイ、エネコもパートナーに選べるようになった。
バタフリー ☆
メス。キャタピーの母親。不思議のダンジョンである「小さな森（ちいさな もり）」に落ちてしまったキャタピーの救出を主人公達に依頼する。
キャタピー ☆
オス。バタフリーの息子。主人公たちの救助隊に憧れを抱いている。始めは臆病な描写もあったが、心根は真っ直ぐで主人公達と触れ合う内に芯の強さを身につけ、疑いがかけられた主人公を信じぬく。救出後は、同じく主人公とパートナーに助け出されたトランセルと共にナマズンの池で遊んでいる。主人公達を慕っており、濡れ衣を着せられても最後まで無実である事を信じぬいたり、救助隊基地の建築に協力した。
コイル達
正式な救助隊活動を始めた主人公たちの、初めての依頼主。不思議のダンジョンである「電磁波の洞窟（でんじはの どうくつ）」の電磁波によって、二匹で連結したまま離れなくなってしまった仲間のコイルの救出を、主人公達に依頼する。後にハガネ山でのディグダ救出に協力した際にパートナーから救助隊に誘われるが、近隣に住める場所がないことから断った。
ダグトリオ
オス。ディグダの父親。地中に潜ったまま人に話しかけてしまう癖がある。
ディグダ
オス。ダグトリオの息子。エアームドによって「ハガネ山（ハガネやま）」にさらわれる。キャタピー同様、濡れ衣を着せられた主人公を信じ見送りに来た。
トランセル
オス。キャタピーの友達。「バタフリー」に進化出来ず、レベルを上げようと頑張る。
ワタッコ
風に乗って世界中を旅して回るポケモン。自分たちが飛び立つための風を起こしてくれるようダーテングに依頼する。キャタピー同様、疑いがかけられた主人公を信じ見送りにきている。エンディング後しばらくたつと旅立ってしまう。
ネイティオ  ☆
「精霊の丘（せいれいの おか）」でずっと立っており未来を予言することができる。マイペースなのか、あらゆることに対する反応がワンテンポ遅れている。ポケモン広場に買い物しに行くことがある。
アブソル ☆
逃亡の旅の最中、「樹氷の森（じゅひょうの もり）」付近で出会った謎のポケモン。
災いを感知する能力がある。
サーナイト
メス。主人公の夢の中にしばしば現れる謎のポケモン。物語のキーキャラクター的存在で、主人公に様々な助言をしてくれる。ある事をきっかけに幽霊のようになってしまった（本人は嫌ではないらしい）。一応、現実世界でも姿を見せることはできるものの当然ながら半透明でなぜか主人公にしか見えない。このような姿になった主な原因はゲンガーによるもので彼の改心後、具現化＝救うことができるようになる。
キュウコン ☆
主人公、サーナイトとゲンガーの謎に深く関わるポケモン。サーナイト同様、物語を語る上で重要な存在。
レックウザ
天空に住む伝説のポケモンで本編のラストボス。
天空に生きるものと地上に生きるものとしてそれぞれ定められた場所で生活するという信条が強い。
そのため、レックウザに星を破壊するよう頼みに行った主人公達も我が領域を侵しに来たと思われたため襲われてしまう。
しかし、主人公達がレックウザとの戦いに勝ったため頼み事を聞き、はかいこうせんで星を破壊してくれた。

### ポケモン広場のポケモン
ガルーラ ☆
メス。通称「ガルーラおばちゃん」。救助隊の道具を無償で預かる仕事をしている。「しようごマシン」だけは預かりの対象外である。逃避行中の主人公達を疑っていなかった数少ないポケモンのうちの一匹。
ゴクリン
オス。「ゴクリン連結店」を経営している少年。まだ幼いが、店の切り盛りは問題無くこなせている様子。150ポケで技の連結を行う他、技を「おもいだす」、「わすれる」といった点にも対応してくれる。「他人が技を思い出す瞬間の顔」を見るのが好きだというマニアックな嗜好の持ち主。
ペルシアン ☆
メス。「ペルシアン銀行」の受付係。救助隊のお金を預かってくれる。利子は発生しない。
カクレオン ☆
オス。「カクレオン商店」店主の兄と「カクレオン専門店」店主の弟の2人が存在。救助隊の役に立つ道具を色々と仕入れている。また、ダンジョン中には彼らの仲間が登場する。お客様には愛想が良いが、お金が足りなかったり、泥棒を見つけたりするとボス敵を遥かに凌駕する戦闘能力にモノを言わせて集団で袋叩きにしてしまう。ダンジョン内での店員は広場のものと違い入店時と泥棒時以外は「～」をつけて喋らない。仲間にすると「～でっか」「～でっせ」と大阪弁で喋るようになる。
マクノシタ ☆
オス。救助隊のポケモンたちを応援するため、ボランティアのポケモン達を募って「マクノシタ訓練所」を運営している。「～なんだぞ」が口癖。
プクリン
オス。救助隊協会から派遣され、ともだちエリアを販売しているポケモン。
ペリッパー
大きな嘴と翼を生かした郵便配達を生業とするポケモンで、救助隊協会にとって無くてはならない存在。救助を待つ一般市民のために、仕事を待つ救助隊のために、今日も飛び続ける。疑いがかけられた主人公の無罪を信じ、旅立ちの時に励ましの手紙を送っている。
ナマズン ☆
オス。ポケモン広場の長老。いわゆる知恵袋のような存在で、彼が語った「キュウコン伝説」が主人公たちが逃避行を行う間接的なきっかけとなってしまった。そのため主人公達の疑いが晴れた後、伝説を広めてしまったことを後悔していた。
マダツボミ
オス。ポケモン広場でよくハスブレロやブルー達と世間話をしている。現実主義者で、噂はあまり信じない。
ハスブレロ
オス。陽気なムードメーカー。噂が大好きでたまに役に立つことも言う。
ブルー
オスだが、「可愛らしい」自分の容姿が何よりの自慢。途中のイベントで進化し、グランブルになる。

### 救助隊を結成しているポケモン
フーディン ☆
オス。ゴールドランクの救助隊、『チームFLB』のリーダー。その知能を生かして作戦を指示する。依頼を断られているワタッコを助けるなど救助隊相応の精神も持ちあわせるので周囲の評判も良好。主人公が疑いをかけられた時は、主人公の無罪を信じ、逃げる猶予を与えた。ルカリオを崇拝している。
リザードン ☆
オス。FLBのメンバー。好戦的な性格の持ち主だが、調子の良い一面も。カメックスとチームを組むこともある。
バンギラス ☆
オス。FLBのメンバー。悪タイプながら穏やかな性格で、その為かチームの中でも一番控えめである。
ダーテング ☆
オス。『救助隊テングズ』のリーダー。がめつい性格で、報酬の小ささによっては依頼を断っているが、根は優しい性格である。劇中でサンダーにさらわれる。
カメックス ☆・オクタン ☆ ・ ゴローニャ ☆
フーディンが行方不明になった地底に住むグラードンを討伐するために編成された特別チーム。しかし地底のダンジョンに歯が立たず、傷だらけの状態で戻ってきてしまった。性別はオクタンのみメス。
カメックスは『チームハイドロズ』、オクタンは『チームカラミツキ』、ゴローニャは『チームゴロゴロ』のリーダー。
ゲンガー ☆
オス。世界征服を企む悪の救助隊「イジワルズ」のリーダー。捻じ曲がった性格で主人公たちをたびたび妨害する。
実は彼も元は人間であり、ナマズンが語ったキュウコン伝説に出てきたサーナイトの主人である。そして、彼がポケモンとなったのはキュウコンが原因ではなく彼自身がサーナイトを見捨て、「人間であることから逃げ出した」ため。主人公の夢の中で偶然サーナイトと遭遇し、その事実を思い出してからは今までの主人公たちへの悪行を引目に感じ、表立ってではないものの主人公たちのサポートを行うようになる。
アーボ ☆
オス。救助隊「イジワルズ」のメンバー。ゲンガーの表情の微妙な変化を読み取ることができる。
チャーレム
メス。救助隊「イジワルズ」のメンバー。チームの紅一点。

### その他のポケモン
エアームド ☆
メス。ハガネ山に住んでいる。ザマス口調。地震のせいで寝不足に陥っており、ディグダを地震の原因と勝手に決め付け、誘拐する。

## 世界設定
本作の舞台はポケモンだけが暮らす世界であり、「ニンゲン」という存在はあるものの本編では一切登場しない。

## 用語
『青の救助隊』・『赤の救助隊』においては、ゲーム中の表記はすべてひらがなとカタカナとなっている。『救助隊DX』では漢字表記となったほか、一部語句が変更された。
ともだちエリア / 救助隊キャンプ（きゅうじょたいキャンプ）
様々なポケモン達を仲間にするために必要なエリア。
エリアごとに仲間に出来るポケモンが異なっており、全てのポケモンを仲間にするには全部のエリアを手に入れる必要がある。
入手方法はプクリンのお店や依頼での報酬など。
また、 主人公とパートナーのエリアは最初から手に入っており一部の伝説のポケモンは、仲間になるときに自動的にエリアが手に入る。
救助隊（きゅうじょたい）
主人公達が結成することになる組織。
救助隊連盟という組織が管理しており、困っているポケモンを助けることが主な仕事。
その仕事はポケモンの救助だけでなく、お尋ね者を捕まえたり、探し物をすることもある。
自然災害（しぜんさいがい） / 自然変動（しぜんへんどう）
ポケモン達の世界で突然起こるようになった大規模な自然災害。
原因は不明であり、発生した場所に救助隊が派遣されている。
逃避行（とうひこう）
シナリオ中の一大イベント。
このイベント中は敵のポケモンが仲間にならず、ポケモンひろばも利用できない。
各ダンジョンの入り口のガルーラ像で道具の整理のみ行える。
また、ゲーム中のダンジョンのうち、「岩の横穴（いわの よこあな）」「雪の横穴（ゆきの よこあな）」は逃避行中のみ突入できる。
天空の塔（てんくうのとう）
空の上にある雲でできた巨大な塔。そのため普段はそらをとぶを使わないとたどり着くことができない。
また、この塔を登らないとレックウザには会えないため主人公達はこの塔を登ってレックウザに頼み事をした。
星（ほし）
ポケモン達の世界に向かって落ちてきた巨大な隕石。
ネイティオいわくこの巨大な隕石が自然災害の原因であり衝突すると大変なことになってしまうため破壊しなければならないという。
そのため、救助隊は天空の塔の頂上にいるレックウザに会いに行きはかいこうせんで星を破壊してもらったが星との距離が近すぎたためその衝撃で救助隊は塔から落ちてしまった。

## 不具合
2005年11月25日に、『青の救助隊』において、『赤の救助隊』以外の一部のGBAカートリッジをニンテンドーDSに挿したまま遊ぶとそのカートリッジのセーブデータが消えてしまう不具合が発覚した。また、メーカーでは修正版との無償交換を受け付けていたが、2018年3月末をもって終了した。
交換の際にデータの引継ぎは行われないので、ゲームは最初からやり直しとなる。現在出荷されているバージョンは全て修正版となっている。
カプコンの『ロックマンエグゼシリーズ』（2 - 6）は、この不具合によりセーブデータが消えるとして注意喚起されていた。

## ポケモン不思議のダンジョン 救助隊DX
『ポケモン不思議のダンジョン 救助隊DX』（ポケモンふしぎのダンジョン きゅうじょたいディーエックス）は、2020年3月6日にポケモンからNintendo Switchで発売されたコンピュータゲーム。

### 概要
ニンテンドーDSの『青の救助隊』とゲームボーイアドバンスの『赤の救助隊』の2つのバージョンを1つのソフトにしたリメイク作品で、絵本のようなビジュアルで描かれている。1月10日に物語の序盤が遊べる無料体験版が配信され、データを製品版に引き継ぐことができる。
2005年当時のチュンソフトが開発したソフトだが、デベロッパーは現社名のスパイク・チュンソフト名義に変更されている。

### 変更点
ゲームシステムはおおむね『ポケモン超不思議のダンジョン』に準拠している。
『ポケットモンスター ダイヤモンド・パール』以降に登場したポケモンは基本的に登場しないが、リメイク前は石像でしか登場しなかったポケモンであるルカリオや、マニューラやウソハチといった『ポケットモンスター ルビー・サファイア』までのポケモンの追加進化と進化前、およびフシギバナやリザードン、ゲンガーなどのメガシンカポケモンも登場する。
インターネット通信を使用して他のプレイヤーに直接救助を依頼する・依頼を受ける機能が搭載されている(Nintendo Switch Onlineへの加入が必要)。従来通りパスワードでの救助も可能だが、リメイク前との互換性は無い。

### 早期購入特典
2020年1月10日から3月15日までの購入者を対象にマイニンテンドーゴールドポイントが通常獲得分に加え、更に200ポイントが付与される
。

## ポケモン不思議のダンジョン ギンジの救助隊
漫画雑誌「別冊コロコロコミック」2005年12月号から2006年10月号まで、本作を元にした漫画『ポケモン不思議のダンジョン ギンジの救助隊』が連載されていた。漫画は溝渕誠。2006年9月28日に小学館から「てんとう虫コロコロドラゴンコミックス」として単行本も発売された。全1巻（ISBN 4-09-140235-6）。
アチャモとなってしまった元人間の主人公ギンジが、パートナーのミズゴロウと救助隊を始めるというストーリー。
後に本作は、米国任天堂が刊行しているゲーム雑誌「Nintendo Power」でも、英語翻訳版『Pokémon Mystery Dungeon: Ginji's Rescue Team』として2006年7月号から2007年2月号まで連載された。
後に溝渕は続編『時の探検隊・闇の探検隊』の漫画版である『ポケモン不思議のダンジョン 炎の探検隊』も手がけている。

## ポケモン不思議のダンジョン 出動ポケモン救助隊ガンバルズ!
北米での『Pokémon Mystery Dungeon』発売にさきがけて、カートゥーン ネットワークで2006年9月8日に『Pokémon Mystery Dungeon: Team Go-Getters Out Of The Gate!』として放映された。『テレビアニメ第1シリーズ』から『めざせポケモンマスター』までのテレビシリーズとは無関係のポケモンアニメの一つで『青の救助隊・赤の救助隊』をベースとした二十分程度のアニメオリジナルストーリーだが、登場キャラクターはゲーム本編とほぼ同じで、ある日、見た事もない異世界で人間からSquirtle（ゼニガメ）へと変身してしまった主人公の少年が、Charmander（ヒトカゲ）やChikorita（チコリータ）と共に救助隊として冒険をする。
日本でも、後に北米での放送から遅れる事約半年、『時の探検隊・闇の探検隊』の制作発表を兼ねてでこのアニメの日本語吹き替え版が2007年3月23日から5月14日にかけて『ポケモン不思議のダンジョン 出動ポケモン救助隊ガンバルズ!』としてYahoo! JAPANの動画コンテンツで配信が行われた。
ちなみにこのアニメ制作の理由は、チュンソフトは基本的に日本国内のみの展開であることから、日本国外では『不思議のダンジョン』シリーズ（ローグライクゲーム）の認知度があまりなかったためである。それまでチュンソフト製作の『不思議のダンジョン』シリーズが日本以外で発売されたことはほとんどなかった（本作以外では、北米で2000年11月15日にPS版『トルネコの大冒険2』の英語版『Torneko: The Last Hope』がエニックス（現・スクウェア・エニックス）販売で、2008年3月4日に北米で『風来のシレンDS』の英語版『Mystery Dungeon: Shiren the Wanderer』がセガ販売で出たにとどまっている）。

### ゲームとの相違点
- 主人公のゼニガメの一人称が、ゲームでパートナーとして選んだときと同じ「オイラ」に変更されている。チコリータの一人称はゲームと同じ「私」、ヒトカゲの一人称はゲームと同じ「僕」であるが「俺」の時もある。
- 主人公が記憶喪失になっているという明確な描写がない。
- ゲーム冒頭のキャタピーとバタフリーのエピソードがカットされているため、主人公が救助隊に入る際の展開がゲームよりもやや強引になっている。
- ゲームでの最初のパーティーは主人公とパートナーの2匹だが、このアニメでは3匹になっている。
- エアームドのエピソードを基にしているが、連れ去られたのはディグダではなくピカチュウに変更されている。また、このピカチュウの弟のピチューも途中で連れ去られている。

### 日本語版キャスト
声優はテレビシリーズとは大幅に変更されている。
- ゼニガメ - 小林沙苗
- ヒトカゲ - 阪口大助
- チコリータ - ゆかな
- ゲンガー - 神奈延年
- チャーレム - TARAKO
- アーボ - 天田真人
- ピカチュウ - 半場友恵
- ピチュー - 菊地美香
- エアームド - ならはしみき
- ナマズン - 三宅健太
- ブルー - 陶山章央
- マダツボミ - 三戸耕三
- ハスブレロ - 津田健次郎
- カクレオン - 古島清孝（兄）、天田真人（弟）
- ガルーラ - さとうあい（親）、半場友恵（子）
- キノココ - 半場友恵、菊地美香、古島清孝

### スタッフ
- エグゼクティブプロデューサー - 石原恒和、中村光一
- 企画 - 紀伊高明、伊藤憲二郎
- プロデューサー - 盛武源、川村久仁美
- アソシエイトプロデューサー - 久保雅一、吉川兆二
- アニメーションプロデューサー - 奥野敏聡、神田修吉
- アシスタントプロデューサー - 島村優子、田中雅美
- 監督・絵コンテ - 湯山邦彦
- 脚本 - 松井亜弥
- 演出 - 浅田裕二
- スペシャルサンクス - 小田部羊一、テレビ東京
- 作画監督 - 玉川明洋
- 作画監督補佐 - 新城真
- 作画協力 - スタジオコクピット、たくらんけ
- 動画検査 - 榎本富士香
- 色指定・仕上検査 - 大島嘉代
- 特殊効果 - 浅田裕二
- 美術監督・設定 - 金村勝義
- 美術ボード - 春日礼児
- 撮影監督 - 山越康司
- CGI監督 - 徳重実
- 編集 - 辺見俊夫
- 編集助手 - ジェイフィルム、根本愛
- 音楽 - モリリン多田
- 音響プロデューサー - 南沢道義、西名武
- 音響監督 - 三間雅文
- 音響効果 - 神保大介
- 制作担当 - 小板橋司
- 制作デスク - 亀井康輝
- 制作進行 - 村田貢一
- アニメーション制作 - OLM TEAM KOITABASHI
- 制作 - 小学館プロダクション
- 製作・著作 - 小学館プロダクション、株式会社チュンソフト、The Pokémon Company

## その他
- 任天堂とチュンソフトのコラボレーション作品であるが、それまでにもチュンソフトの『風来のシレン2』が任天堂名義で発売されたり、任天堂の『テトリス2+ボンブリス』でチュンソフト社長の中村光一がプログラミングを担当していたりと、2社が協力した事例はそれ以前からも存在している。なお、中村は以前より『ポケモン』シリーズをプレイしていたため原作の内容を理解しており、そのことが本作の開発に繋がったという。
- 開発当初はゲームボーイアドバンス向けだけで制作される予定だったが、ニンテンドーDSが発表されたことで、2つのハード向けに出せばダブルスロットを利用してソフトを上下に挿入し面白い遊びが可能になるということで、2機種同時での制作となった。このため、パッケージイラストはカードを上から挿すDS版『青の救助隊』が上半分、下から挿すGBA版『赤の救助隊』が下半分として、上下に繋がるようになっている。また、ダブルスロットに因んで開発初期のサブタイトルの案としてDS版を『上』、GBA版を『下』などにするという案もあったが、最終的には『青の救助隊』『赤の救助隊』と色名での区別になった[15]。
- ゲーム中に登場する食料アイテム「セカイイチ」は実在するリンゴの品種（表記は「世界一」）である。世界最大のリンゴであり、ゲームのセカイイチが他の不思議のダンジョンにおける食料アイテム「巨大な○○」に相当する性能であるというのはこのためである。なお、リンゴの世界一は商標登録されていないため、名前を使用しても権利の問題はない。